# Rode Klif

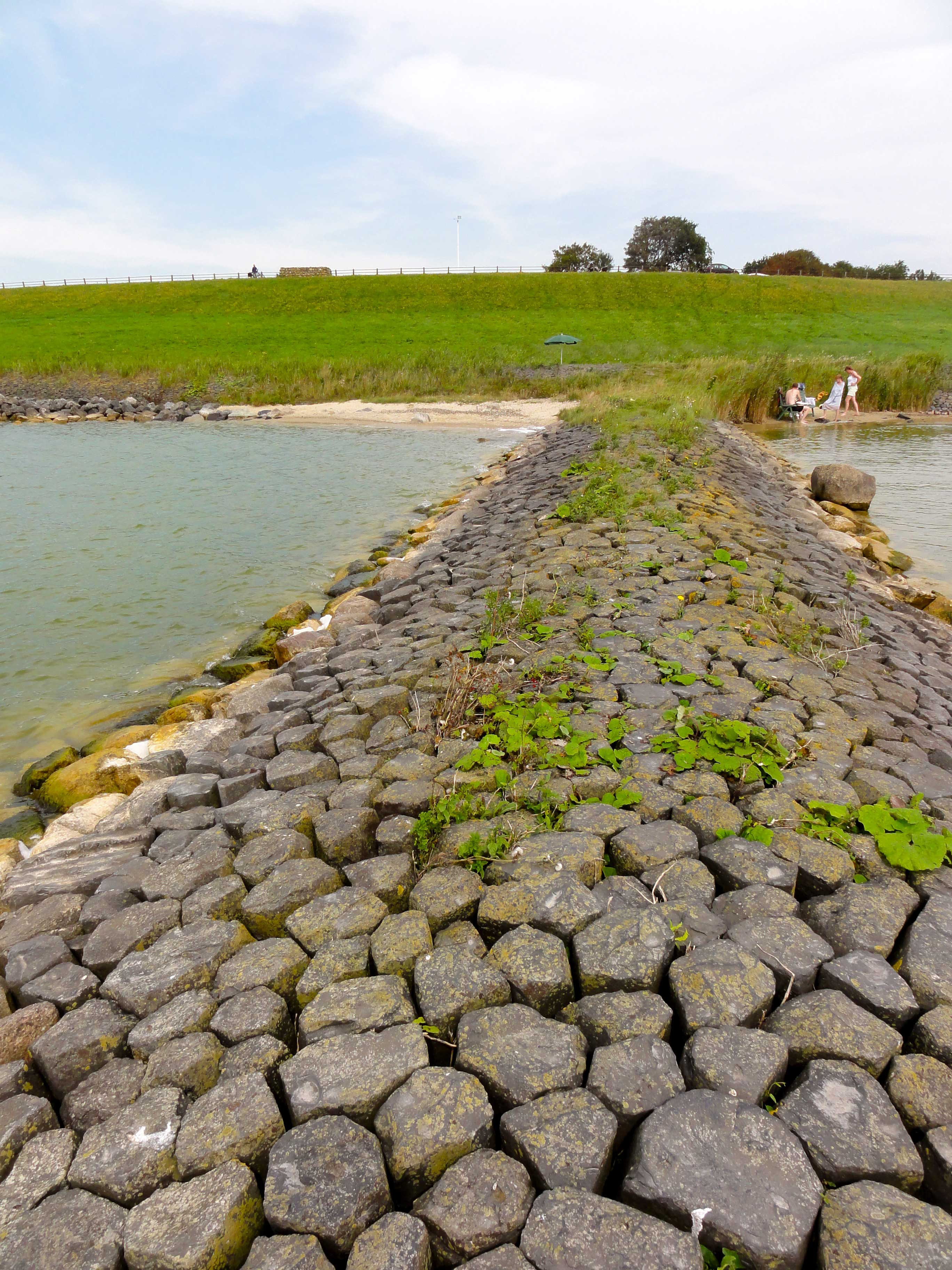
Het Rode Klif nabij Warns

Het Rode Klif (tot 1934 Roode Klif), ook de Rode Klif, Fries it Reaklif, is een 10 m hoge keileemopduiking met een steile wand ten zuidoosten van Stavoren bij Scharl in de Nederlandse provincie Friesland. Het Rode Klif is vooral bekend door de jaarlijkse herdenkingen van de Slag bij Warns.

## Beschrijving
De basis van het Rode Klif werd gevormd in het Pleistoceen toen het oprukkende gletsjerijs materiaal uit Scandinavië afzette in dit Friese gebied. In latere tijden ontstonden door de golfafslag van de Zuiderzee steile wanden, de kliffen. Behalve het Rode Klif zijn ook het Mirnser Klif en het Oudemirdumer Klif in Gaasterland op deze wijze gevormd. De oorspronkelijke steile keileemwand van het Rode Klif is in de 18e eeuw deels ingestort en aan het einde van de 19e eeuw vergraven. Wat rest is een glooiende helling van ongeveer tien meter hoogte. 
Op het hoogste punt van het Rode Klif staat een in 1951 opgericht monument, ontworpen door de architect  Arjen Witteveen, ter herinnering aan de Slag bij Warns (eigenlijk Stavoren) in 1345. Op de steen staat de tekst Leaver dea as slaef (Liever dood dan slaaf).

## Elders
- Bij het dorp Kampen op het Noord-Friese eiland Sylt bevindt zich het Rote Kliff [de], dat sinds 1979 een beschermd status heeft. Ook deze hoogte wordt al op Nederlandse zeekaarten uit de 16e eeuw vermeld.
- De Engelse kust kent verschillende steilkanten en rotsformaties die op Nederlandse zeekaarten als Rode Klif aangeduid werden, waaronder de Redcliff te Walton (Yorkshire), de kliffen van Redcar (Yorkshire) en de Redcliffe bij Bristol.

## Zie ook

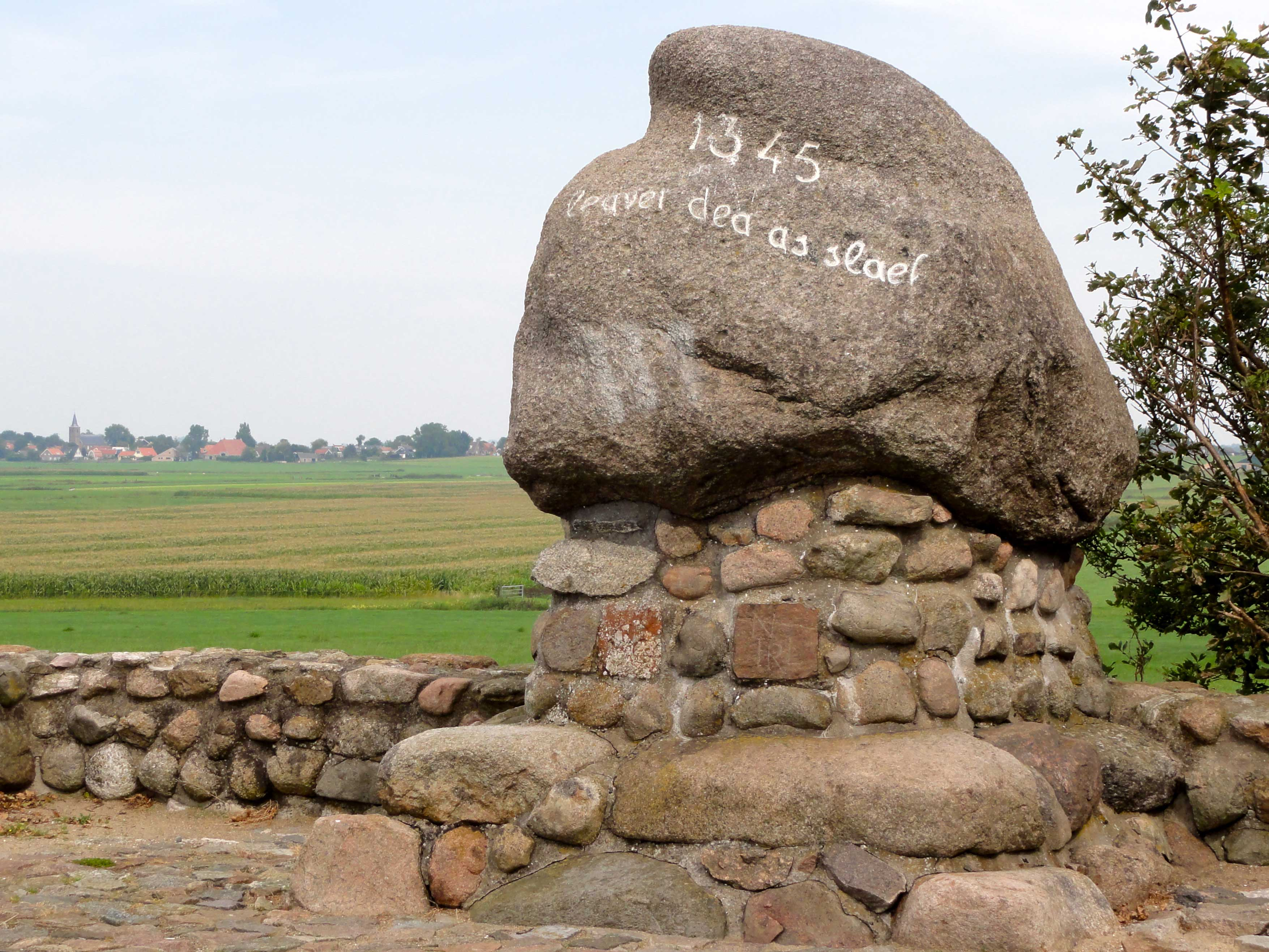
Gedenteken op het Rode Klif aan de slag bij Warns